# Mame (musical)
Mame è un musical del 1966 con musica e versi di Jerry Herman e libretto di Jerome Lawrence e Robert Edwin Lee. Il musical, inizialmente intitolato My Best Girl è tratto dal romanzo di Patrick Dennis del 1955 Zia Mame e dall'adattamento teatrale del libro del 1956, sempre di Lawrence e Lee, con Rosalind Russell nel ruolo della protagonista. Ambientato a New York tra la Grande depressione e la Seconda guerra mondiale, il musical ripercorre la storia della ricchissima ed eccentrica Mame Dennis, il cui motto è “la vita è un banchetto e i poveri scemi muoiono di fame!”. La sua vita spensierata e un po' vuota, però, si interrompe quando il figlio di suo fratello, diventato orfano, va a vivere da lei. I due faranno fronte alla grande depressione, superando una serie di problemi e vivendo divertenti avventure.
Nel 1958 la Warner Bros. produce un adattamento cinematografico della commedia del 1956, intitolato La signora mia zia, con Rosalind Russell nel ruolo di Mame. Per la sua interpretazione, la Russell fu candidata al premio Oscar e vinse il Golden Globe.
Il musical aprì nel 1966 a Broadway con Angela Lansbury e Beatrice Arthur nei ruoli principali. Nel 1974 il musical è diventato un film con Lucille Ball nel ruolo di Mame e la Arthur ancora nel ruolo di Vera Charles. Il musical è stato messo in scena nel West End di Londra, di nuovo a Broadway nel 1983 e al Kennedy Center nel 2006, in occasione del quarantesimo anniversario del musical.

## Storia dello spettacolo
Il musical è ispirato al bestseller di Patrick Dennis, all'adattamento teatrale del 1956 e alla versione cinematografica del 1958. Dennis, in seguito, ha scritto altri romanzi umoristici, come il seguito di “Zia Mame”, Intorno al mondo con Zia Mame, e Little Me, diventato un musical di Broadway con Sid Caesar. Il successo del musical spinse Lawrence e Lee a scrivere un adattamento musicale anche dall'altro celebre romanzo di Dennis, “Zia Mame” .
Mary Martin rifiutò il ruolo della protagonista e, dopo aver considerato varie attrici, la produzione scelse Angela Lansbury per la parte di Mame. Jerry Herman, invece, aveva pensato a Judy Garland, scrivendo la musica apposta per la sua tonalità, ma gli agenti dell'attrice declinarono l'offerta, ritenendo la Garland incapace di sostenere otto repliche alla settimana .

## Trama
La folle vita dell'eccentrica Mame Dennis e della sua cricca di intellettuali bohemien è bruscamente interrotta quando suo nipote Patrick, di soli dieci anni, rimane orfano e viene affidato alle sue cure. Piuttosto che accettare le convenzioni sociali, Mame insegna al ragazzo il suo stile di vita, secondo il motto “la vita è un banchetto e i poveri scemi muoiono di fame”. Intorno alla ricca signora e al ragazzo ruotano vari personaggi minori: Vera Charles, primadonna del teatro americano e migliore amica di Zia Mame, Agnes Gooch, la tata di Patrick, Ito, il domestico giapponese di Mame e Dwight Babcock, il soffocante esecutore testamentario del padre di Patrick. Mame, tuttavia, perde la sua immensa fortuna nel periodo della grande depressione, ed è costretta ad arrabattarsi, con incerti risultati, tra svariati lavori, pur mantenendo intatto il suo senso dell'umorismo e il suo stile.
In uno dei posti di lavoro, Mame incontra e sposa il ricco aristocratico del Sud Beauregard Jackson Pickett Burnside, che possiede la vasta piantagione di Peckerwood, in Georgia. Le ultime volontà del fratello di Mame impongono alla donna di mandare il ragazzo in un severo collegio del Massachusetts, il St. Boniface. Intanto, Beau e Mame partono per la loro interminabile luna di miele intorno al mondo, che termina soltanto quando l'uomo precipita dal versante di una montagna, rendendo Mame una delle vedove più ricche d'America. Tornata a casa, Mame scopre che suo nipote, ormai quasi ventenne, è diventato un borghese snob e moralista, fidanzato con Gloria Upson, figlia di una coppia razzista e bigotta. Mame torna a casa giusto in tempo per evitare il matrimonio, e presenta al nipote la ragazza che diventerà sua moglie. Dieci anni dopo, Mame parte per l'India, portandosi con sé Michael, il figlio di Patrick, dopo aver convinto i genitori a lasciarlo andare con lei.

## Numeri musicali
Primo atto
- Overture (Open A New Window, If He Walked Into My Life, That's How Young I Feel, Mame)
- St. Bridget − Patrick Dennis (10 anni) e Agnes Gooch
- It's Today − Mame Dennis e compagnia
- Open a New Window − Mame Dennis e compagnia
- The Man in the Moon − Vera Charles, Mame Dennis e compagnia
- My Best Girl − Patrick Dennis (10 anni) e Mame Dennis
- We Need a Little Christmas − Mame Dennis, Patrick Dennis (10 anni), Agnes Gooch, Ito e Beauregard Jackson Picket Burnside
- The Fox Hunt − Zio Jeff, Patrick Dennis (10 anni), Cugina Fan, Mother Burnside and Cousins
- Mame − Beauregard Jackson Picket Burnside e compagnia

Secondo atto
- Mame (Reprise) − Patrick Dennis (10 anni) e Patrick Dennis (19-29 anni)
- My Best Girl (Reprise) − Patrick Dennis (19-29 anni)
- Bosom Buddies − Mame Dennis e Vera Charles
- Gooch's Song − Agnes Gooch
- That's How Young I Feel − Mame Dennis e compagnia
- If He Walked into My Life − Mame Dennis
- It's Today (Reprise) − Mame Dennis e compagnia
- My Best Girl (Reprise) − Patrick Dennis (19-29 anni)
- Open a New Window (Reprise) − Compagnia e Mame Dennis
- Finale

Nel 1966 Bobby Darin, Louis Armstrong ed Herb Alpert incisero una propria versione della canzone Mame. Eydie Gormé ebbe un grande successo con la canzone If He Walked into My Life, per la quale ricevette nel 1967 il Grammy Award alla miglior performance femminile. 
If He Walked into My Life è stata cantata, tra le altre, anche da Shirley Bassey e da Mina, che ne ha inciso una versione in italiano intitolata "Se tornasse caso mai". "We Need a Little Christmas" è, invece, diventata una popolare canzone natalizia.
La canzone "Camouflage", eliminata nel rodaggio iniziale del musical, è stata pubblicata nell'incisione discografica del musical del 1999, cantata da Jerry Herman e Alice Borden.

## Produzioni

### Produzione originale di Broadway
Il musical aprì al Winter Garden Theatre di Broadway il 24 maggio 1966. Tre anni dopo il musical fu trasferito al The Broadway Theatre, dove rimase fino alla fine delle repliche, avvenuta il 3 gennaio 1970. Il musical replicò per un totale di 1508 volte, più cinque anteprime. Il musical era diretto da Gene Saks, coreografato da Onna White e aveva le scenografie di William e Jean Eckart, costumi di Robert Mackintosh, luci di Tharon Musser e orchestrazioni di Philip J. Lang. Oltre alla Lansbury nel ruolo di Mame Dennis, il cast comprendeva Bea Arthur (Vera Charles), Frankie Michaels (Patrick Dennis), Sab Shimono (Ito), Jane Connell (Agnese Gooch) e Willard Waterman (Dwight Babcock), che nel film del 1958 aveva interpretato Claude Upson.
Lansbury, Arthur e Michaels vinsero il Tony Award, mentre Herman, Lawrence e Lee, White e gli Eckart furono nominati. Frankie Michaels, a soli dieci anni, è il più giovane attore ad aver vinto il Tony Award al miglior attore non protagonista in un musical .
Celeste Holm, Ann Miller, Jane Morgan e Janis Paige ricoprirono il ruolo di Mame dopo la scadenza del contratto della Lansbury. La Lansbury lasciò la produzione di Broadway il 30 marzo 1978 e partì con il tour nazionale del musical. Il tour toccò, nell'aprile 1968, San Francisco, a cui seguì Los Angeles .

### Produzione originale di Londra
Nel 1969 il musical approda nel West End londinese con Ginger Rogers nel ruolo di Mame. Il musical replicò per quattordici mesi al Drury Late Theatre, con una performance speciale in onore di Elisabetta II del Regno Unito.

### Altre produzioni
Nonostante la presenza della Lansbury nel ruolo della protagonista, il revival d i Broadway fu un flop. Il musical aprì, dopo sette anteprime, al George Gershwin Theatre il 24 luglio 1983, dove rimase in cartellone per sole 41 repliche.
Sempre nel 1983 debutta la prima produzione messicana del musical a Città del Messico, con Silvia Pinal nel ruolo di Mame e Aida Pierce in quello di Vera Charles.
Nel 1998 Christine Ebersole e Kelly Bishop interpretano Mame e Vera alla Paper Mill Playhouse, nel New Jersey.
Nel 2005 David Armstrong ha diretto una produzione al 5th Avenue Theatre di Filadelfia con Dee Hoty nella parte di Zia Mame e un giovane Nick Robinson in quella di Patrick da bambino. Una nuova produzione ha aperto al Kennedy Center dove ha replicato dal 1º giugno al 2 luglio 2006, con Christine Baranski (Mame), Harriet Sansom Harris (Vera), Jeff McCarthy (Beau), Emily Skinner  (Gooch), Alan Muraoka (Ito) ed Harrison Chad (Patrick bambino).
Dal 20 aprile al 1º luglio 2012 è stata messa in scena una nuova produzione del musical alla Goodspeed Opera House di East Haddam. Il musical era diretto da Ray Roderick e coreografata da Vince Pesce. Il cast principale comprendeva: Louise Pitre (Mame), Judy Blazer (Vera), Erin Denman (Sally Cato), Charles Agerty (Patrick da adulto) e James Seol (Ito).
Nel 2013 avrebbe dovuto essere messa in scena la prima produzione italiana del musical, con Loretta Goggi nel ruolo di Mame e la regia di Massimo Romeo Piparo, ma la produzione è stata annullata. Nel 2019 un allestimento inglese è andato in scena a Manchester con la direzione musicale di Alex Parker e Tracie Bennett nella parte di Mame.

## Premi e nomination

### Produzione originale di Broadway
| Anno | Premio              | Categoria                                      | Nominato              | Risultato       |
| ---- | ------------------- | ---------------------------------------------- | --------------------- | --------------- |
| 1966 | Tony Award          | Miglior musical                                | Miglior musical       | Candidato/a     |
| 1966 | Tony Award          | Miglior colonna sonora                         | Jerry Herman          | Candidato/a     |
| 1966 | Tony Award          | Miglior attrice                                | Angela Lansbury       | Vincitore/trice |
| 1966 | Tony Award          | Miglior attore non protagonista                | Frankie Michaels      | Vincitore/trice |
| 1966 | Tony Award          | Miglior attrice non protagonista in un musical | Beatrice Arthur       | Vincitore/trice |
| 1966 | Tony Award          | Miglior regia                                  | Gene Saks             | Candidato/a     |
| 1966 | Tony Award          | Migliori coreografie                           | Onna White            | Candidato/a     |
| 1966 | Tony Award          | Miglior scenografia                            | William e Jean Eckart | Candidato/a     |
| 1966 | Theatre World Award | Theatre World Award                            | Jerry Lanning         | Vincitore/trice |
| 1967 | Theatre World Award | Theatre World Award                            | Sheila Smith          | Vincitore/trice |